# Piet Zoetmulder

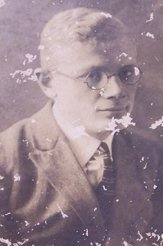
Piet Zoetmulder in zijn jonge jaren.

Petrus Josephus (Piet) Zoetmulder (Utrecht, 29 januari 1906 – Yogyakarta, 8 juli 1995) was een Nederlandse jezuïet, priester en de belangrijkste Nederlandse expert op het gebied van (Oud-)Javaanse taal en literatuur.
Hij is vooral bekend geworden door zijn dissertatie over het pantheïsme en monisme in de Javaanse suluk-gezangen, door zijn handboek over de Oud-Javaanse literatuur (Kalangwan (1974 en 1983)) en door zijn woordenboek Oud-Javaans.

## Jeugd
Piet Zoetmulder was de zoon van Johannes Marie Arnoldus Zoetmulder, civiel ingenieur, (1861-1944) en Catharina Maria Cornelia Nolet, lerares, (1863-1947).
Door geduldige lessen van zijn moeder kon Piet, die geen kleuterschool doorliep, al lezen en schrijven toen hij naar de basisschool ging. Hij was een vlijtige, slimme, talentvolle en veelbelovende jongen.
Op het het gymnasium van het Canisius College in Nijmegen werd Piet, aangetrokken door het priesterschap en met name door de Jezuïeten. Dit was niet vreemd, omdat hij uit een gelovige katholieke familie kwam. Twee ooms van hem waren pastoor, terwijl twee tantes van hem non waren in Afrika en Suriname. Toen zijn vader, die inspecteur bij de gezondheidszorg was, naar Heerlen verhuisde met het hele gezin, was Piet even teleurgesteld, want in die stad was er geen gymnasium. Gelukkig mocht hij van zijn ouders naar het gymnasium in Rolduc. Dat was de school waar ook zijn vader op had gezeten. Hij deed met succes zowel gymnasium α als gymnasium β. In 1925 trad Piet in bij het noviciaat van de Jezuïeten.

## De reis naar Java
Pater P. Willekens S.J., de 'novicenmeester', raadde Piet aan om zich na de eerste opleiding voor de missie op Java aan te melden. Piet volgde dit advies op en pas negentien jaar oud vertrok hij naar Nederlands-Indië. Hij werd weldra geplaatst bij het seminarie in Yogyakarta. Onverwachts ging Willekens zelf ook naar Java, om er uiteindelijk apostolisch vicaris, zeg maar bisschop, van Batavia te worden.
Na de nieuwe ontmoeting raadde Willekens Zoetmulder aan om naast wijsbegeerte ook het Oud-Javaans te bestuderen. Zoetmulder werd geïntroduceerd bij prof. C.C. Berg, die toentertijd te Surakarta doceerde. In 1931 slaagde Zoetmulder cum laude, en hij werd ingewijd als kandidaat-pastoor te Girisonta, in het regentschap Semarang.

## Verdere studie
Hij studeerde verder aan de Universiteit Leiden. Hier behaalde hij zijn kandidaatsexamen binnen een jaar, waar officieel drie jaar daarvoor stond. Ook het doctoraal in de Javaanse Geschiedenis en Oudheid behaalde hij in één jaar tijd. In oktober 1935, onder begeleiding van prof. C.C. Berg, verdedigde Zoetmulder zijn dissertatie getiteld, Pantheïsme en Monisme in de Javaansche Soeloek Literatuur. Hij behaalde de doctorstitel cum laude. Romo Zoet (Javaans voor pater Zoet), zoals hij werd genoemd, wilde eerst zijn studie theologie afmaken voor hij weer naar Java vertrok en studeerde vier jaar aan het Canisianum te Maastricht. Vlak voor zijn terugkeer naar Java deed hij nog een jaar studie voor zijn tertiaat (onderwijs en geestelijke vorming) in België. De Duitse invasie in 1940 dwong Zoetmulder om in juni naar Frankrijk te vluchten.
Het lukte hem om aan boord van een schip naar Indië te komen. Het schip moest echter een haven in Engeland aandoen vanwege gevaar voor mijnen. Een maand later echter kon Zoetmulder toch Java bereiken, via Hongkong. In die tijd was een vriend van hem omgekomen op een schip dat was getroffen door een Duitse torpedo. Zoetmulder heeft toen gezegd: “God wilde zeker dat ik gelukkig word op Java.”

## De Japanse bezetting en de naoorlogse tijd

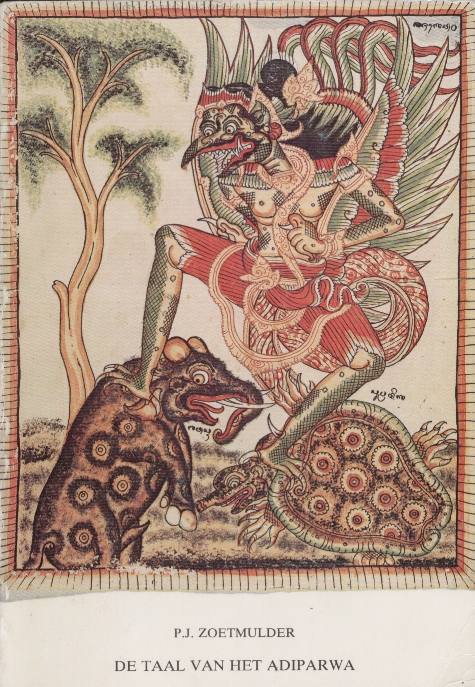
De Taal van het Adiparwa

In Batavia aangekomen, kreeg Zoetmulder een aanbod om vergelijkende taalwetenschap te doceren bij de Letterenfaculteit, de voorgangster van de Universitas Indonesia. Maar de drang om zich in het Javaans te verdiepen bracht hem weer naar Jogjakarta. Daar gaf hij les op de AMS (Algemene Middelbare School). Sommigen van zijn leerlingen hebben later naam gemaakt, zoals prof. dr. Koentjaraningrat, dr. Soekmono en dr. S. Supomo.
In 1942 werd Zoetmulder door de Japanse bezetter geïnterneerd. Hij mocht nog van geluk spreken dat hij tijdens deze moeilijke tijden zijn boeken en pen kon meenemen. Toen hij overgeplaatst werd naar Cimahi, kon hij het boek Ādiparwa van H.H. Juynboll en het woordenboek Javaans-Nederlands van Gericke-Roorda naar binnen smokkelen. Hij bestudeerde de Oud-Javaanse grammatica op basis van deze boeken. Later, in 1950 zou zijn boek over de Oud-Javaanse grammatica (De Taal van het Adiparwa) gepubliceerd worden. De Indonesische editie verscheen in 1954 met behulp van I.R. Poedjawijatna. Dit boek zou later een belangrijk naslagwerk worden voor studenten Oud-Javaans.
Tijdens de bersiap-tijd, tussen 1945 en 1950, werd Zoetmulder bijna gedood door een strijder bij de pastorie te Kemetiran, Yogyakarta. Gelukkig werd hij verdedigd door een Javaan die riep dat hij een “heilige man” was.

## Academische carrière
Na de oorlog begon hij te doceren op de Universitas Gadjah Mada (UGM) te Yogyakarta. Vijf jaar later werd hij door de Indonesische Minister van Onderwijs bevorderd tot buitengewoon hoogleraar aan de Faculteit der Letteren, Pedagogie en Filosofie van de UGM. In 1955, werd hij gepromoveerd tot gewoon hoogleraar aan de Letterenfaculteit van de UGM. Inmiddels had hij zijn Nederlandse nationaliteit opgegeven. Zijn dagelijkse taken werden zwaarder toen hij moest invallen voor de decaan van de Letterenfaculteit Prof. Dr. R.M. Ng. Poerbatjaraka, die meer in Jakarta was dan in Yogyakarta. Daarnaast was hij leraar Oud-Javaans op enige middelbare scholen in Jogja en omgeving.

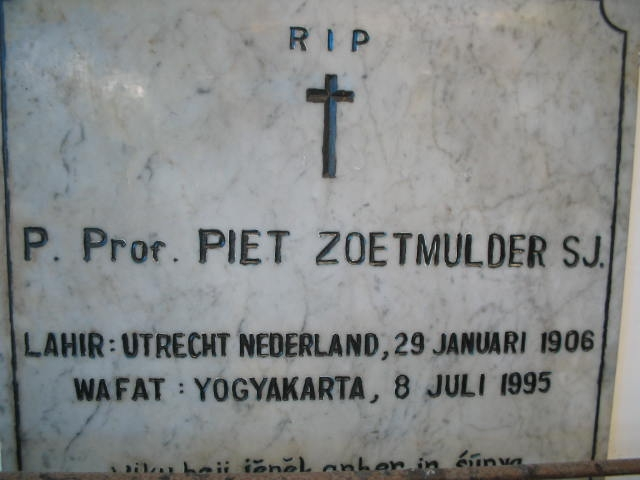
De grafplaquette van Piet Zoetmulder in Muntilan

Toen hij begon te doceren, deed Zoetmulder dat aanvankelijk in het Javaans, totdat hij besefte dat veel van zijn studenten niet-Javanen waren. Daarom schreef hij zijn studieboek in het Indonesisch, getiteld Sekar Sumawur: Bunga rampai bahasa Djawa Kuno (Sekar Sumawur: Een bloemlezing van Oud-Javaanse teksten). Verder besloot hij om de studenten te helpen door een woordenboek Oud-Javaans te schrijven. Hij dacht tien jaar daarvoor nodig te hebben. Maar in werkelijkheid liep het anders.
Zijn boek over de Oud-Javaanse literatuur en Oud-Javaanse schrijver Kalangwan verscheen in 1974. Zijn Oud-Javaans-Engels woordenboek verscheen in 1982, terwijl zijn Oud-Javaans-Indonesisch woordenboek in 1995 uitkwam.

## Overig

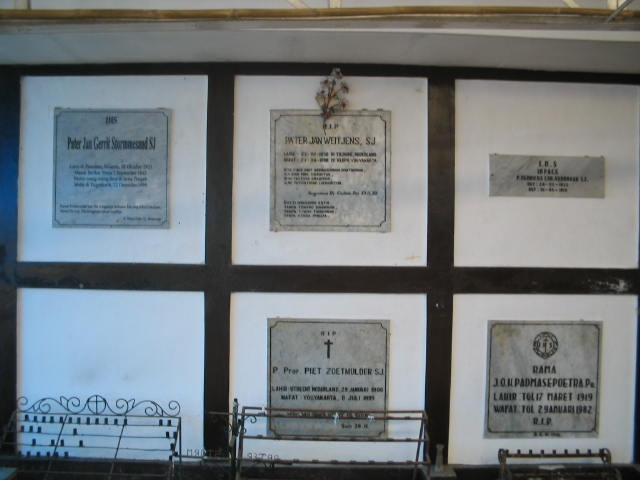
De grafplaquette van Piet Zoetmulder (midden onder)
tussen die van andere geestelijken.

De op boeken verzotte geestelijke, die ook graag viool speelde, voelde zich Indonesiër — Javaan in feite. "God heeft mij in Indonesië geplaatst. Hier ben ik thuis", sprak hij. Op 13 maart 1951 verkreeg Romo Zoet van de regering Soekarno zijn naturalisatie tot Indonesiër. Hij voelde zich op zijn plaats in de pastorie van Kemetiran, Yogyakarta, die blijkbaar bijzonder strookte met zijn "Javaans gevoel". Hij bleef er negen jaar.
Tegen studenten van buiten Java, die soms het zelfvertrouwen misten om Oud-Javaans te leren, placht hij te zeggen dat hijzelf uit Nederland kwam en er ook in was geslaagd die taal onder de knie te krijgen; als je de wil maar had, als je er zin in had, dan kon je alles leren. Ook maakte het voor hem geen verschil of hij nu Indonesiër of Nederlander was. Naar Nederland verlangde hij niet meer terug, zei hij; sterker nog, als zijn tijd gekomen was, dan hoopte hij op Java te sterven.
Romo Zoet hield van de muziek van Beethoven en Mozart. Naast spirituele en wetenschappelijke literatuur verslond hij romans en poëzie, en vooral detectives. Het schijnt dat Zoetmulder duizend detectives in zijn kamer had, waaronder werk van Ngaio Marsh. In Bonn bevriend geraakt met de detectiveschrijver John le Carré, kreeg hij van de auteur de bestseller The Spy Who Came in from the Cold cadeau. Een andere titel van Le Carré, A Small Town in Germany, kon Zoetmulder "bekijken" nog voordat die was uitgegeven.
Piet Zoetmulder overleed medio 1995 op 89-jarige leeftijd in de pastorie te Kemetiran, Yogyakarta. Zijn stoffelijk overschot rust op het kerkhof van de kerk van Muntilan op Midden-Java.

### Boeken
- 1930a, Het Land van de Profeet, Leuven : Xaveriana.
- 1930b, Mohammed de Profeet, I, In Mekka, Leuven: Xaveriana.
- 1930c, Mohammed de Profeet, II, In Medina, Leuven: Xaveriana.
- 1935, Pantheïsme en Monisme in de Javaansche Soeloek-litteratuur, Nijmegen: Berkhout.
- 1950, De Taal van het Adiparwa, Bandung: Nix
- 1951, Cultuur Oost en West, Amsterdam: Van der Peet en Jakarta: Penerbitan Dan Balai Buku Indonesia.
- 1954, Bahasa Parwa. Tatabahasa Djawa Kuno. Djakarta: Obor. Samen met I.R. Poedjawijatna. Deel I: Bentuk kata. Deel II: Bentuk kalimat.
- 1958-1963, Sekar Sumawur : bunga rampai bahasa Djawa Kuno, Jakarta: Obor. Deel 1: Dewamānusarāksasādi. Deel 2: Korawapān.d.awacarita.
- 1965, Die Religionen Indonesiens, Stuttgart: Kohlhammer. Samen met Waldemar Stöhr. ISBN 3170711121 / ISBN 9783170711129
- 1969, Siwaratrikalpa of mpu Tanakung. The Hague: Martinus Nijhoff. Samen met A. Teeuw, Th.P. Galestin, S.O. Robson en P.J. Worsley.
- 1974, Kalangwan. A Survey of Old Javanese Literature, The Hague: Martinus Nijhoff. ISBN 90-2-471-674-8
- 1982, Old Javanese-English Dictionary, The Hague: Martinus Nijhoff. Samen met S.O. Robson.
- 1983, Kalangwan. Sastra Jawa Kuno Selayang Pandang. Jakarta: Djambatan.
- 1991, Manunggaling Kawula Gusti. Pantheïsme dan Monisme dalam Sastra Suluk Jawa: Suatu Studi Filsafat. Jakarta: Gramedia. Vertaald uit het Nederlands door Dick Hartoko. ISBN 979-403-937-3
- 1992-1993, Bahasa parwa : tatabahasa Jawa Kuna: Yogyakarta: Gadjah Mada University Press. Samen met I.J. Poedjawijatna. Herdruk uit 1954.
- 1993, Udyogaparwa: Teks Jawa Kuna, Jakarta: Koninklijk Instituut voor Taal-, Land- en Volkenkunde (KITLV).
- 1994-1995, Sekar Sumawur : bunga rampai bahasa Jawa Kuna, Yogyakarta: Gadjah Mada University Press. Deel 1: Dewamānusarāksasādi. Deel 2: Korawapāṇḍawacarita
- 1995, Kamus Jawa Kuna-Indonesia, Jakarta: Gramedia dan Instituut voor Taal-, Land- en Volkenkunde (KITLV). Samen met S.O. Robson. Vertaald door Darusuprapta en Sumarti Suprayitna. ISBN 979-605-347-0

### Artikelen
- 1933 - 'De Strijd om het Paradijs (Bali)', Studiën; Tijdschrift voor Godsdienst, Wetenschap en Letteren 120:90-109, 196-210, 298-309. (Onder het pseudoniem R. Artati).
- 1934 - 'Literatuur over den Islam', ''Studiën; Tijdschrift voor Godsdienst, Wetenschap en Letteren 121:257-63. (Onder het pseudoniem R. Artati).
- 1956 - 'Pepindan ing Kasusastran Djawi Kina', Pradapa 1.
- 1957 - 'Kawi and Kekawin', Bijdragen tot de Taal-, Land-, en Volkenkunde 113-1:50-69 (Engelse vertaling van de in 1955 verschenen Indonesische versie).
- 1961 - 'Zaman Madjapahit', Basis; Madjalah Bulanan untuk Soal-Soal Kebudajaan Umum 11:14-8.

### Onuitgegeven artikelen
- 1953 - 'Kedudukan Bahasa Djawa', in: Pasarasehan Bahasa Djawa pada Tanggal 14/15 Nopember 1953 di Gedung Agung Jogjakarta, Yogyakarta: Tjabang Bagian Bahasa Djawatan Kebudajaan Kementerian P.P. & K.
- 1957 - 'Literarische Yantras', Artikel ingediend op het "Twenty-Fifth International Congress of Orientalists", München, 28 augustus - 4 september 1957.
- 1964 - 'The Old Javanese Poet and his Craft', Artikel ingediend op het "Twenty-Sixth International Congress of Orientalists", New Delhi 4 - 10 januari 1964.
- 1967 - 'The Cultural Background of Indonesian Politics', University of South Carolina, Columbia.